# 万宁站
万宁站，位于中华人民共和国海南省万宁市，是海南东环高速铁路上的高铁站，于2010年12月30日启用营运，由广州局集团管辖。

## 歷史
- 2010年12月30日通车启用。

## 車站周邊
- 海南地区环线高速公路
- 顺丰速运万宁分公司
- 万宁市第二小学
- 万宁大酒店
- 万宁康明医院
- 万宁人民公园

## 外部連結
- 中国铁路客户服务中心（页面存档备份，存于）